# Partsi (Põlva)
Partsi – wieś w Estonii, w prowincji Põlva, w gminie Põlva.